# Felidhoo
Felidhoo is een van de bewoonde eilanden van het Vaavu-atol behorende tot de Maldiven. Felidhoo is de hoofdstad van het Vaavu-atol

## Demografie
Felidhoo telt (stand maart 2007) 235 vrouwen en 297 mannen.